# Primeira Batalha de Bull Run
A Primeira Batalha de Bull Run, também conhecida como Primeira Batalha de Manassas  (nome usado pelas forças Confederadas e ainda usado nos estados do sul dos Estados Unidos), foi travada em 21 de julho de 1861, perto de Manassas, Virgínia. Ela foi a primeira grande batalha da Guerra Civil Americana.
Apenas alguns meses após o início da guerra na Batalha de Fort Sumter, se fez na União um clamor público para uma marcha contra a capital da confederação, Richmond, Virgínia, o que poderia trazer um fim rápido para a guerra. Cedendo a esta pressão política, tropas inexperientes do exército da União sob o comando do General de Brigada Irvin McDowell avançaram através de Bull Run (rio Occoquan) contra o igualmente imaturo exército da confederação sob o comando do General de Brigada P.G.T. Beauregard perto de Manassas Junction. O plano ambicioso de McDowell para um ataque de surpresa contra o flanco esquerdo da confederação  não foi bem executado por seus oficiais e soldados inexperientes, mas, mesmo assim, os confederados, que tinham planejado atacar o flanco esquerdo da União, se encontraram em uma desvantagem inicial.
Reforços confederados sob o comando do General de Brigada Gen. Joseph E. Johnston chegaram vindos do vale do Shenandoah por ferrovia e o curso da batalha mudou. Uma  brigada da Virginia comandada por um relativamente desconhecido coronel do Instituto Militar da Virgínia,  Thomas J. Jackson, manteve seu terreno sob ataque e Jackson recebeu o seu famoso apelido, "Stonewall" (Muro de pedra). Os confederados lançaram um forte contra-ataque e, a medida que as tropas da União começaram a bater em retirada sob pressão, muitas entraram em pânico e a retirada se transformou em um tumulto a medida em que corriam freneticamente na direção da vizinha cidade de Washington, DC. Ambos os lados se acalmaram, moderados pela violência e as baixas da batalha, e perceberam que a guerra iria ser potencialmente muito longa e sangrenta do que se tinha previsto originalmente.

## Pano de Fundo

Teatro do Norte da Virgínia em Julho de 1861.
Confederados
União

O General de Brigada Irvin McDowell foi nomeado pelo Presidente Abraham Lincoln para o comando do Exército do Potomac. Logo que investido do cargo, McDowell foi assediado por políticos impacientes e cidadãos de Washington, que desejavam ver uma rápida vitória sobre o campo de batalha sobre o Exército confederado do norte da Virgínia. McDowell, no entanto, estava preocupado com a inexperiência do seu exército.
Ele foi tranquilizado pelo Presidente Lincoln, "Vocês são inexperientes, é verdade, mas eles também são inexperientes, voces são igualmente inexperientes" (Alguns autores como Detzer, Willians, McPherson, e Davis atribuem a observação ao general-em-chefe Winfield Scott). Indo contra seu melhor julgamento, McDowell iniciou a campanha. Em 16 de julho de 1861, o general partiu de Washington com o maior exército de campo já reunido sobre o continente norte-americano, cerca de 35 000 homens (28 452 efetivos). O plano de McDowell era se mover para o oeste, em três colunas, fazer um ataque diversionário na linha confederada em Bull Run, com duas colunas, enquanto a terceira coluna se moveria ao redor do flanco direito dos Confederados para o sul , cortando a estrada de ferro para Richmond e ameaçando a retaguarda do exército rebelde. Ele assumiu que os confederados seriam obrigados a abandonar Manassas Junction e cair de volta para o rio Rappahannock, a próxima linha defensiva, na Virgínia, o que aliviaria um pouco a pressão sobre o capital dos Estados Unidos.
O Exército Confederado (21 883 efetivos), sob Beauregard estava acampado perto de Manassas Junction, aproximadamente a 25 milhas (40 km) da capital dos Estados Unidos. McDowell planejava atacar esse exército inimigo numericamente inferior, enquanto os 18 000 homens do Major general da União, Robert Patterson, exerciam pressão sob a força de Johnston (o Exército de Shenandoah de 8 884 efectivos, acrescido pela brigada de 1 465 efetivos do major-general Teófilo H. Holmes no Vale do Shenandoah), impedindo-os de reforçar Beauregard.

Situação em 18 de julho.
Confederados
União

Após dois dias de marcha lenta, no calor sufocante, o Exército da União foi autorizado a descansar em Centreville, Virginia. McDowell reduziu o tamanho de seu exército para aproximadamente 30 000 ao despachar o general de brigada Theodore Runyon, com 5 000 soldados para proteger a retaguarda do exército. Nesse meio tempo, McDowell procurou por uma forma de flanquear Beauregard, que tinha estabelecido suas linhas ao longo de Bull Run. Em 18 de julho, o comandante da união enviou uma divisão sob o comando do General de brigada Daniel Tyler para passar sobre o flanco direito (sudeste) da Confederação. Tyler foi levado a uma escaramuça em Blackburn Ford sobre Bull Run e não fez nenhum progresso.
Tornando-se mais frustrado, McDowell decidiu, ao invés, atacar o flanco esquerdo (noroeste) dos confederados. Ele planejou atacar com a divisão do General de brigada Daniel Tyler na Stone Bridge (ponte de pedra) em Warrenton Turnpike e enviar as divisões dos Generais de brigada David Hunter e Samuel P. Heintzelman sobre Sudley Springs Ford. A partir de lá, essas divisões poderiam marchar sobre a retaguarda confederada.
A brigada do coronel Israel B. Richardson (Divisão de Tyler) iria perseguir o inimigo em Ford Blackburn, impedindo-os de frustrar o ataque principal. Patterson iria amarrar Johnston no vale de Shenandoah de modo que os reforços não podiam chegar à área. Embora McDowell tinha chegado a um plano teoricamente bom, tinha um certo número de falhas: era necessária a execução sincronizada de movimentos de tropas e ataques, habilidades que não tinham sido desenvolvidas no exército nascente; ele dependia de ações tomadas por Patterson que ele já tinha falhado em tomar; finalmente, McDowell tinha atrasado tempo suficiente para que a força do vale de Johnston fosse capaz de embarcar em trens da Estação de Piedmont e avançar para Manassas Junction para reforçar os homens de Beauregard.
Nos dias 19–20, reforços significativos reforçaram as linhas Confederadas atrás de Bull Run. Johnston chegou com todo o seu exército, exceto pelas tropas do Gen. Brigadeiro Kirby Smith, que ainda estavam em trânsito. A maioria dos recém-chegados foram postados nas proximidades de Ford Blackburn e o plano de Beauregard era atacar de lá para o norte em direção a Centreville. Johnston, o oficial sênior, aprovou o plano. Se ambos os exércitos fossem capazes de executar seus planos ao mesmo tempo, teria resultado em um movimento mútuo em sentido anti-horário com eles atacando cada outro flanco esquerdo.
McDowell estava recebendo informações contraditórias dos agentes de sua inteligência, e por isso solicitou um balão Enterprise, que estava sendo demonstrado pelo professor Thaddeus S. C. Lowe, em Washington, para realizar o reconhecimento aéreo.

## Batalha

Situação na manhã de 21 de julho.

Na manhã de 21 de julho de McDowell enviou as divisões de Hunter e Heintzelman (cerca de 12 000 homens) de Centreville as 02h30 da manhã, marchando na direção sudoeste sobre Warrenton Turnpike e, em seguida, virando para noroeste em direção a Sudley Springs. A divisão de Tyler (cerca de 8 000 homens) marchou diretamente para Stone Bridge. As unidades inexperientes imediatamente se defrontaram com problemas logísticos.
A divisão de Tyler bloqueou o avanço da coluna de flanqueamento principal em turnpike. As últimas unidades acharam que as vias de acesso para Sudley Springs eram inadequadas, pouco mais que uma trilha para carroças em alguns lugares, e não começaram a vadear Bull Run até 09h30 da manhã. os homens de Tyler chegaram à Stone Bridge em torno das 06h00 da manhã.
As 05h15, a brigada de Richardson disparou umas poucas cargas de artilharia por sobre Ford Mitchell no flanco direito da Confederação, algumas das quais atingiram o quartel general de Beauregard na casa de Wilmer McLean, quando ele estava almoçando, alertando-o para o fato de que seu plano de batalha ofensivo tinha sido percebido. No entanto, ele ordenou ataques de demonstração ao norte em direção à esquerda da União em Centreville. Ordens inverídicas e comunicações pobres impediram a sua execução. Embora ele tivesse destinado o Brig. general Richard S. Ewell para liderar o ataque, Ewell, em Union Mills Ford, foi simplesmente ordenado a "manter ... em prontidão para avançar no momento em que fosse noticiado." Era esperado o ataque do General Brig. D.R. Jones em apoio a Ewell, mas viu-se a avançar sozinho. Holmes também devia apoiar, mas não recebeu ordens para tal.
Todos os que estavam no caminho dos 20 000 soldados da União convergindo sobre o flanco esquerdo da Confederação eram o coronel Nathan "Shanks" Evans e sua brigada reduzida a 1 100 homens. Evans tinha movido alguns de seus homens para interceptar a ameaça direta de Tyler na ponte, mas ele começou a suspeitar de que os ataques fracos da brigada da União Brig. O general Robert C. Schenck eram meramente fintas. Ele foi informado do principal movimento de flanqueamento da União através de Sudley Springs pelo capitão Edward Porter Alexander, oficial de sinal de Beauregard, observando a de uma distância de 13 km (8 milhas) a sudoeste, em Signal Hill. Na primeira utilização do semáforo de sinalização em combate, Alexandre enviou a mensagem "Olhe para a esquerda, sua posição está virada". Shanks levou às pressas 900 de seus homens de sua posição frente a Stone Bridge para um novo local, nas encostas do monte Matthews, uma pequena elevação a noroeste de sua posição anterior.
Evans logo recebeu o reforço de duas outras brigadas sob o General Brig. Barnard Bee e o coronel Francis S. Bartow, trazendo a força para o flanco de 2800 homens. Eles com sucesso retardaram a brigada lider de Hunter (Brig. Gen. Ambrose E. Burnside) em suas tentativas de vadear Bull Run e avançar sobre Branch Young, no extremo norte de Henry Hill House. Um dos comandantes de brigada de Tyler, o coronel William T. Sherman, atravessou por um vau desguarnecido e atingiu o flanco direito dos defensores confederados. Este ataque surpresa, juntamente com a pressão de Burnside e o Major George Sykes, causaram o colapso da linha confederada pouco depois das 11:30 a.m., causando um recuo desordenado de Henry Hill House.
Como eles recuaram de sua posição em Matthews Hill, o restante dos comandos de Evans, Bee, e Bartow recebeu alguma cobertura do Capitão John D. Imboden e sua bateria de quatro canhões de 6-libras, que seguraram o avanço da União, enquanto os confederados tentaram se reagrupar em Henry House Hill. Eles foram recebidos pelos generais Johnston e Beauregard, que tinham acabado de chegar do quartel-general de Johnston em M. Lewis Farm, "Portici". Felizmente para os confederados, McDowell não forçou sua vantagem e tentou tomar um lugar estratégico imediatamente, escolhendo bombardear o morro com as baterias dos capitães James B. Ricketts (Bateria I, 1ª Artilharia E.U.) e Charles Griffin (Bateria D, 5ª E.U. ) a partir de Ridge Dogan.
A brigada da Virginia do Coronel Thomas J. Jackson veio em apoio dos desorganizados confederados ao meio-dia, acompanhada pelo coronel Wade Hampton e sua Legião Hampton e a cavalaria do coronel J.E.B. Stuart. Jackson postou seus cinco regimentos na encosta reversa da colina, onde estavam protegidos contra o fogo direto, e era capaz de montar 13 canhões para formar a sua linha defensiva, o que ele postou na crista do morro; a medida que atiravam, seu recuo os movia para baixo no reverso da encosta, onde podiam ser recarregados com segurança. Enquanto isso, McDowell ordenou as baterias de Ricketts e Griffin para se deslocar de Dogan's Ridge para o monte para apoiar a infantaria perto. Seus 11 canhões engajaram-se em um duelo de artilharia feroz sobre cerca de 270 m (300 jardas) contra os 13 de Jackson. Ao contrário de muitas batalhas na Guerra Civil, aqui a artilharia confederada tinha uma vantagem. As peças da União estavam agora ao alcance dos smoothbores confederados e as peças do tipo "rifle" predominantemente do lado da União não eram armas eficazes em tais faixas estreitas, com muitos tiros disparados sobre a cabeça de seus alvos.

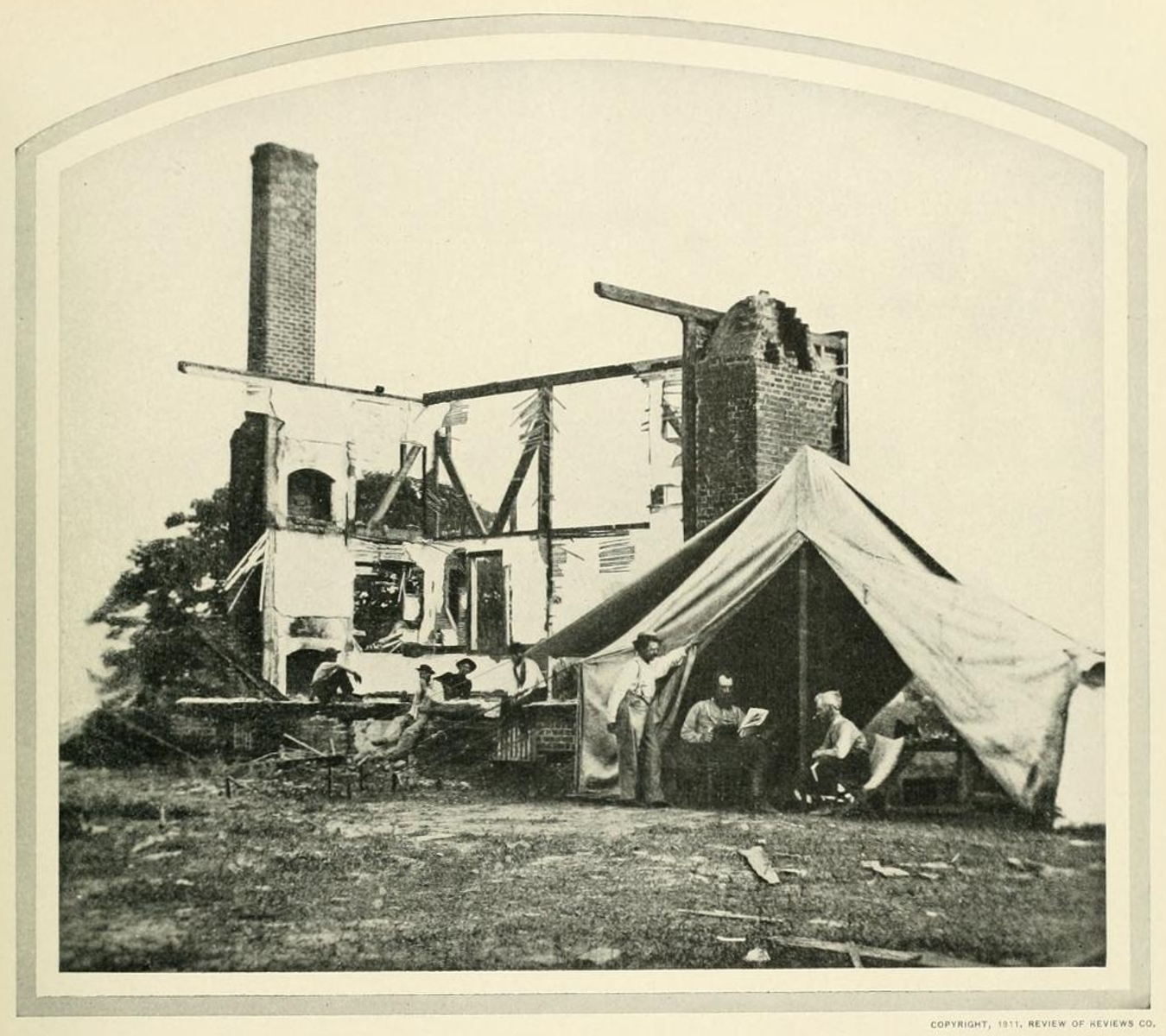
Ruinas de Judith Henry's house, "Spring Hill", após a batalha

Uma das vítimas do fogo de artilharia foi Judith Henry Carter, uma viúva de 85 anos e inválida, que era incapaz de sair de seu quarto em Henry House. Como Ricketts começou a receber tiros de rifle, ele concluiu que eles estavam vindo de Henry House e virou a arma contra o edifício. Uma bomba que atravessou a parede do quarto arrancou um dos pés da viúva e infligiu-lhe ferimentos múltiplos, dos quais morreu mais tarde naquele dia pp. 142–43.
"O inimigo está nos conduzindo," Bee exclamou para Jackson. Jackson, um ex-oficial do Exército dos EUA e professor do Instituto Militar da Virgínia, é dito ter respondido: "Então, Senhor, nós lhe daremos a baioneta."p. 264 Bee exortou os seus próprios soldados para se formar novamente, gritando: "Lá está Jackson em pé como um muro de pedra. Vamos nos determinar a morrer aqui, e vamos conquistar. Sigam-me." Há alguma controvérsia sobre a declaração de Bee e seu intento, que não puderam ser esclarecidas, porque ele foi mortalmente ferido, quase imediatamente depois de falar e nenhum de seus oficiais subordinados escreveu relatórios da batalha. Major Burnett Rhett, chefe de gabinete do general Johnston, disse que Bee estava irritado com a incapacidade de Jackson de vir imediatamente para o alívio das brigadas de Bee e Bartow, enquanto elas estavam sob forte pressão. Aqueles que aceitam esta opinião parecem acreditar que a declaração de Bee deveria ser pejorativa: "Olhem para Jackson parado lá como uma parede de pedra!".

Ataques em Henry House Hill, às 14:00 horas

O comandante da Artilharia Griffin decidiu mover dois de seus canhões para o extremo sul de sua posição, esperando fornecer fogo de flanqueamento contra os confederados. Aproximadamente às três horas da tarde, esses canhões foram assaltados pelo 33º da Virginia, cujos homens estavam em uniformes azuis, fazendo com que o comandante de Griffin, o major William F. Barry, os confundisse com as tropas da União e ordenasse Griffin a não passar fogo neles.
Voleios à curta distância do 33º da Virginia e o ataque da cavalaria de Stuart contra o flanco do 11º regimento de infantaria de voluntários de Nova York, que estavam apoiando a bateria, mataram muitos dos artilheiros e dispersou a infantaria. Capitalizando este sucesso, Jackson mandou dois regimentos partirem para a carga contra os canhões de Ricketts e eles foram capturados também. à medida que mais infantaria federal se engajava, os canhões trocaram de mãos diversas vezes.
A captura dos canhões da União virou a maré da batalha. Embora McDowell tenha trazido 15 regimentos para a luta na colina, ultrapassando os confederados em dois para um, não mais que dois regimentos foram envolvidos simultaneamente. Jackson continuou a pressionar seus ataques, dizendo aos soldados da 4ª Infantaria da Virginia, "Reservem seu fogo até que eles venham à distância de 50 metros! Depois, disparem e dê-lhes a baioneta! E quando vocês derem carga, gritem como furiosos!" Pela primeira vez, as tropas da União ouviram o som perturbador do "grito rebelde". Por volta das quatro horas da tarde, as últimas tropas da União foram empurradas para fora de Henry Hill House por uma carga de dois regimentos da brigada do coronel Philip St. George Cocke pp. 315pp. 98.

Retirada da União, após as 16 horas

Para o oeste, Chinn Ridge tinha sido ocupada pela brigada do coronel Oliver O. Howard da divisão de Heintzelman. Também as quatro horas, duas brigadas da Confederação, que tinham acabado de chegar do Vale de Shenandoah—A do Coronel Jubal A. Early e a do Gen. Brig. Kirby Smith (comandada pelo coronel Arnold Elzey após Smith ter sido ferido)—esmagaram a brigada de Howard. Beauregard ordenou a toda a sua linha para ir avante. As forças de McDowell se desintegraram e começaram a recuar. pp. 315-316
A retirada foi relativamente ordenada até as passagens de Bull Run, mas foi mal gerenciada pelos oficiais da União. Um vagão da União foi derrubado por fogo de artilharia em uma ponte sobre Cub Run Creek e incitou o pânico nas forças de McDowell. Como os soldados corriam de forma incontrolável para Centreville, lançando fora as suas armas e equipamentos, McDowell ordenou a divisão do coronel Dixon S. Miles para atuar guardando a retaguarda, mas era impossível reagrupar o exército a uma curta distância de  Washington. Na desordem que se seguiu, centenas de soldados da União foram feitos prisioneiros. A elite rica nas proximidades de Washington, incluindo congressistas e suas famílias, esperando uma vitória fácil da União, tinham vindo para um piquenique e assistir à batalha. Quando o exército da união foi conduzido de volta em uma correria desordenada, a estrada de volta para Washington foi bloqueada por civis apavorados tentando fugir em suas carruagens.
Uma vez que os seus exércitos combinados também haviam sido deixados muito desorganizados, Beauregard e Johnston não pressionaram totalmente a sua vantagem, apesar da insistência do presidente confederado Jefferson Davis, que havia chegado no campo de batalha para ver os soldados da União em fuga.
Uma tentativa de Johnston de interceptar as tropas da União a partir de seu flanco direito, com as brigadas dos Generais Brig. Milledge L. Bonham e James Longstreet, foi um fracasso. Os dois comandantes discutiam uns com os outros e quando os homens de Bonham receberam algum fogo de artilharia a partir da retaguarda da União, e descobriu que a brigada de Richardson bloqueara a estrada de Centreville, ele cancelou a perseguição.

## Conseqüências
Hoje será conhecido como a SEGUNDA-FEIRA NEGRA. Estamos absolutamente e vergonhosamente derrotados, vencidos, batidos, pelos secessionistas.

Diarista da União George Templeton Strong
As baixas da União foram 460 mortos, 1 124 feridos, e 1 312 desaparecidos ou capturados; As baixas da Confederação foram 387 mortos, 1 582 feridos, e 13 desaparecidos. Entre estes últimos, estava o coronel Francis S. Bartow, que foi o primeiro comandante de brigada confederado a ser morto na guerra civil americana. O general Bee foi mortalmente ferido e morreu no dia seguinte.
As forças da União e os civis temiam que as forças confederadas avançariam para Washington, D.C., com muito pouca oposição em seu caminho. Em 24 de julho, o professor Lowe subiu em um balão Enterprise para observar os confederados movendo-se cerca de Manassas Junction e Fairfax e verificou que não havia nenhuma evidência de massivas forças rebeldes, mas ele foi forçado a aterrar em território inimigo. Foi durante a noite antes de ele ser resgatado e ele pode relatar para o quartel general. Ele relatou que suas observações "restauraram a confiança" aos comandantes da União.
O público do Norte ficou chocado com a perda inesperada de seu exército em uma batalha em que uma fácil vitória era esperada. Ambos os lados rapidamente perceberam que a guerra seria mais longa e mais brutal do que pensavam. Em 22 de julho o Presidente Lincoln assinou uma lei que previa a incorporação de 500 mil homens por até três anos de serviço.
A reação da Confederação foi mais comedida. Houve pouca celebração pública uma vez que os sulistas perceberam que apesar de sua vitória, as grandes batalhas que inevitavelmente viriam implicariam igualmente maiores perdas para o seu lado.p. 492-93.
Beauregard foi considerado o herói da batalha e foi promovido naquele dia pelo presidente Davis para general pleno no Exército Confederado. Stonewall Jackson, sem dúvida, o mais importante contribuinte táctico para a vitória, não recebeu um reconhecimento especial, mas passou a alcançar a glória com a sua campanha do vale em 1862. Irvin McDowell suportou o peso da culpa pela derrota da União e foi logo substituído pelo major general George B. McClellan, que foi nomeado general-em-chefe de todos os exércitos da União. McDowell também estava presente de modo a receber culpa significativa pela derrota do Exército da Virgínia do major-general John Pope para o Exército da Virgínia do Norte do general Robert E. Lee 13 meses mais tarde, na [Segunda Batalha de Bull Run]]. Patterson também foi removido do comando.
O nome da batalha tem causado polêmica desde 1861. O Exército da União freqüentemente nomina batalhas com nomes de de rios e riachos significativos que desempenharam um papel na luta; os confederados freqüentemente usaram nomes de cidades vizinhas e fazendas. O Serviço Nacional de Parques usa o nome usado pelos confederados (Manassas) para o seu parque Manassas National Battlefield Park, mas o nome da união (Bull run) também é bem difundido na literatura popular.
Confusões no campo de batalha relacionadas com as bandeiras de batalha, especialmente a semelhança da bandeira da Confederação ("Stars and Bars") e a da União ("Stars and Stripes"), levou à adopção da Bandeira de guerra da Confederação, que eventualmente se tornou o símbolo mais popular da Confederação e do sul em geral.

## Na mídia popular
A Primeira Batalha de Bull Run é retratada na novela Gods and Generals, bem como na sua adaptação para o cinema. Ela também aparece no primeiro episódio da segunda temporada da minissérie North and South.